# Mario Marefoschi
Mario Marefoschi (Macerata, 10 de setembro de 1714 - Roma, 23 de dezembro de 1780) foi um cardeal do século XVIII

## Biografia
Nasceu em Macerata em 10 de setembro de 1714. Segundo dos três filhos de Gianfrancesco Compagnoni Masucci e Maria Giulia Marefoschi. Os outros irmãos eram Camillo e Giuseppe. Sobrinho do cardeal Próspero Marefoschi (1724). Seu sobrenome também está listado como Marefoschi Compagnoni; e como Compagnoni Marefoschi.
Ele fez regolarmente gli studi volle abbracciare lo stato ecclesiastico
Em dezembro de 1740, assumiu a prelatura de Marefoschi e colocou esse sobrenome antes do seu. Referendário dos Tribunais da Assinatura da Justiça e da Graça, 22 de dezembro de 1740. Relator de SC da Visita Apostólica, dezembro de 1740; e da SC de Bom Governo, janeiro de 1742-1751. Eleitor do Tribunal da Assinatura Apostólica da Graça. Prelado da SC do Conselho. Auditor do cardeal Henrique Benedito Stuart, julho de 1747. Secretário da SC dos Ritos, agosto de 1751 a 1759. Cônego da basílica patriarcal do Vaticano, 22 de julho de 1753. Consultor da SC do Index, setembro de 1753. Secretário ad interimda SC do Exame dos Bispos, fevereiro de 1756 (tornou-se secretário em dezembro de 1763); e, simultaneamente, secretário da SC da Propaganda Fide, de 24 de setembro de 1759 a 10 de setembro de 1770; e da SC da Correção de Livros Orientais, dezembro de 1759. Decano do Tribunal da Assinatura da Graça, 1762. Ele fazia parte da SS. CC. da Visita Apostólica, Índice e Exame dos Bispos, como examinador nos cânones sagrados. Quando não foi elevado ao cardinalato no consistório de 26 de setembro de 1766, a cidade de Roma expressou sua forte desaprovação pela promoção de Monsenhor Benedetto Veterani e exclusão de Monsenhor Marefoschi; O cardeal Pietro Paolo Conti, de seu leito de enfermo, escreveu ao papa dizendo que teria renunciado voluntariamente a seu cardinalato em favor deste último.
Criado cardeal e reservado in pectore no consistório de 29 de janeiro de 1770; publicado no consistório de 10 de setembro de 1770; recebeu o chapéu vermelho em 13 de setembro de 1770; e o título de S. Agostino, 12 de dezembro de 1770. Atribuído à SS. CC. do Concílio, Propaganda Fide, Index, Exame dos Bispos. Bom Governo, Avignon e Loreto. Protetor da Irlanda, 11 de janeiro de 1771; e também do Collegio Irlandese , Roma; dos Colégios S. Isidoro, Fuccioli e Germanico -Ungarico , Roma; da Academia Teológica, Roma; da província della Marca; das cidades de Macerata, Ancona, Sanseverino, Orvieto, Todi, Tivoli, Imola e Gubbio; e de outras terras e universidades artísticas. Ele obteve para a catedral de Macerata do Papa Clemente XIV o mosaico de S. Michele Arcangelo de Calendra. A Accademia de' Catenari , em Macerta, comemorou sua promoção ao cardinalato com uma sessão em seu palácio público em que il dott oPirro Aurispa fez uma erudita oração elogiando o novo cardeal, que foi impressa em Osimo em 1772. Prefeito da SC de Ritos e Cerimônias de 16 de julho de 1771 até sua morte. Arcipreste da Arquibasílica de São João de Latrão, fevereiro de 1771. Membro da comissão para executar a supressão da Companhia de Jesus, 1773 . Ele era conhecido por suas tendências filo-jansenistas e sua amizade com Pietro Tamburini, um notável autor jansenista e célebre professor da Universidade de Paris, e por ter recomendado a remoção dos jesuítas do Pontifício Colégio Irlandês, em Roma. Participou do conclave de 1774-1775, que elegeu o Papa Pio VI. Legado a Laterepara o fechamento da porta sagrada da basílica patriarcal de Latrão para o Jubileu do Ano Santo de 1775, 13 de novembro de 1775. Camerlengo do Sagrado Colégio dos Cardeais, 30 de março de 1778 até 1º de março de 1779.
Morreu em Roma em 23 de dezembro de 1780. Exposto na igreja de S. Marcello, Roma, onde se realizou o funeral; o corpo foi transportado e sepultado em particular para o seu título, S. Agostino